# اراده همگانی

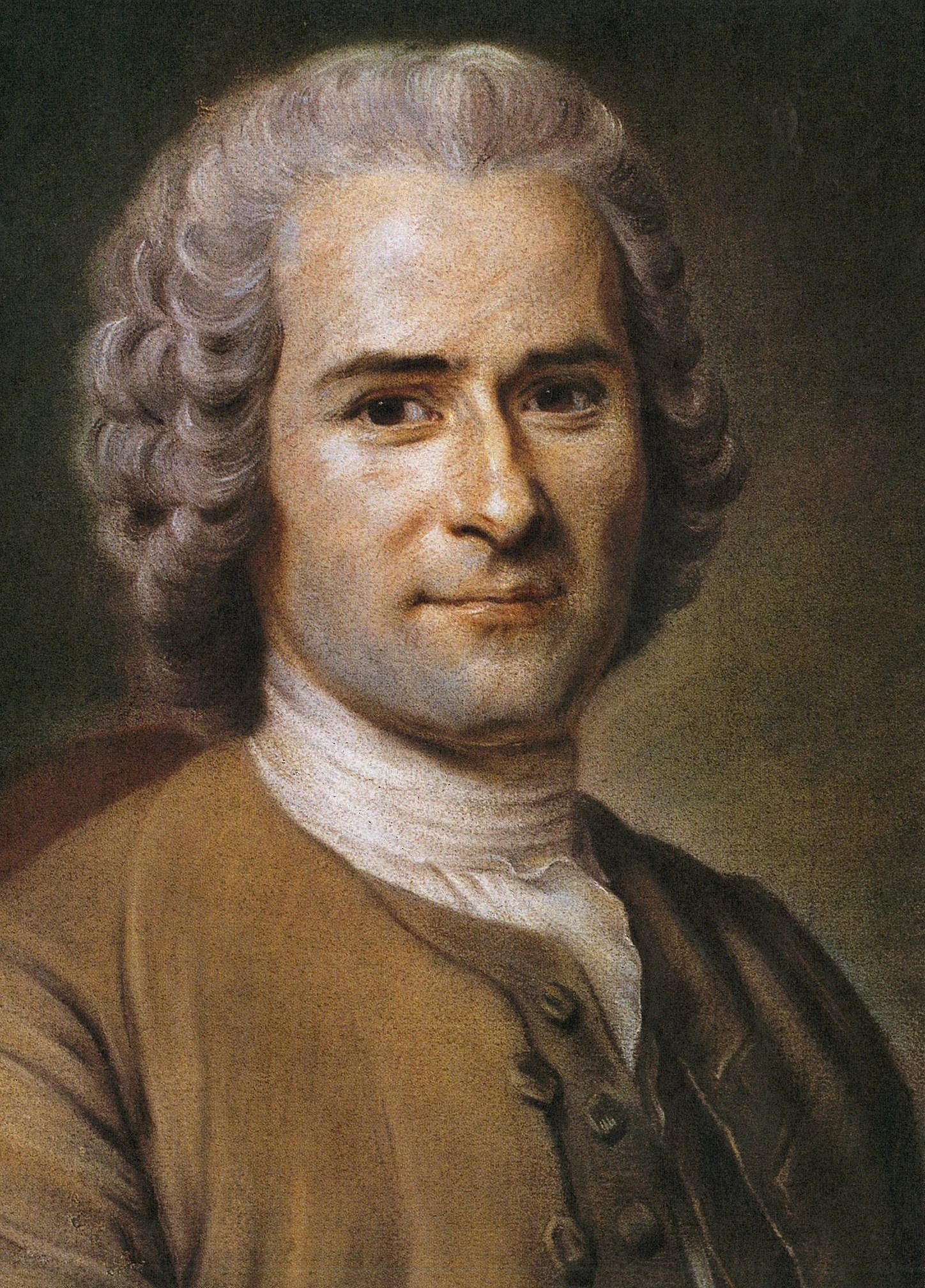
ژان ژاک روسو، محبوب کننده ایده اراده عمومی

«اراده همگانی»، در ماده شش اعلامیه حقوق بشر و شهروند در سال ۱۷۸۹ در جریان انقلاب فرانسه تنظیم شده است.
واضع این نظریه «ژان-ژاک روسو» فیلسوف فرانسوی است. اراده عمومی خواست مردم را بیان می‌کند که از دیدگاه روسو هر حکومت یا دولت موظف است خود را با این خواسته‌ها منطبق کند.

در این نظریه، همه شهروندان حق دارند شخصاً یا از طریق نمایندگان خود در شکل‌گیری قوانین مشارکت کنند. و باید برای همه یکسان باشد، چه محافظت کند و چه مجازات کند. همه شهروندان از نظر آن برابرند و بدون هیچ گونه تمایزی غیر از فضایل و استعدادهایشان، یکسان در تمامی کرامت‌ها، مناصب و مشاغل عمومی پذیرفته می‌شوند.
تا هنگامی که افراد با هم جمع شده‌اند و خود را به عنوان یک بدن واحد در نظر بگیرند، تنها یک اراده دارند که حافظ مشترک و رفاه عمومی آنها است.

## برای مطالعهٔ بیشتر
- فوسینو، لوک.

«حکومت بر یک جمهوری: اراده عمومی روسو و مشکل دولت».
جمهوری‌های حروف: مجله ای برای مطالعه دانش، سیاست و هنر ۲، شماره. ۱ (۱۵ دسامبر ۲۰۱۰)
- | - ن - ب - و ژان-ژاک روسو | - ن - ب - و ژان-ژاک روسو                                                                                                                                                                                                                                                                                                                                                                                                         |
| ------------------------ | --- |
| مأثورات                  | - Discourse on the Arts and Sciences - Le devin du village - Discourse on Inequality - Letter to M. D'Alembert on Spectacles - هلوئیز جدید - امیل - قرارداد اجتماعی - Constitutional Project for Corsica - Pygmalion - اعترافات - Considerations on the Government of Poland - Letters on the Elements of Botany - Essay on the Origin of Languages - Dialogues: Rousseau, Judge of Jean-Jacques - Reveries of a Solitary Walker |
| مفاهیم                   | - Amour de soi - Amour-propre - اراده همگانی |